# تشيلسر
تشيلسر (بالفارسية: چیلسر) هي منطقة سكنية تقع في سيستان وبلوتشستان في إيران. يقدر عدد سكانها بـ 398 نسمة .